# Jonas Sandqvist
Jonas Sandqvist est un footballeur suédois né le 6 mai 1981. Il évolue au poste de gardien de but.

## Carrière
- 2001-2005 : Landskrona BoIS  Suède
- 2006-2009 : Malmö FF[1]  Suède
- 2009-2010 : Atromitos FC  Grèce
- 2011 : Aalesunds FK  Norvège
- 2012-avril 2013 : Örebro SK  Suède
- 2014 : ÍBK Keflavík  Islande
- 2015 : Landskrona BoIS  Suède
- 2016 : Asker  Norvège

## Sélections
- 1 sélection avec la  Suède en 2005.

## Palmarès
Vierge